# Augusta Maria de Schleswig-Holstein-Gottorp
Augusta Maria de Schleswig-Holstein-Gottorp (alemany: Augusta Marie von Schleswig-Holstein-Gottorf)  (Castell de Gottorf, 6 de febrer de 1649 - Durlach, 25 d'abril de 1728) era una noble alemanya, filla de Frederic III de Holstein-Gottorp (1597-1659) i de Maria Elisabet de Saxònia (1610-1684).

## Matrimoni i fills
El 15 de maig de 1670 es va casar a Husum amb Frederic VII de Baden-Durlach (1647-1709), fill de Frederic VI de Baden-Durlach (1617-1677) i de Cristina Magdelena de Wittelsbach (1616-1662). El matrimoni va tenir onze fills:
- Fredric Magnus, nascut i mort el 1672.
- Frederica Augusta (1673-1674)
- Cristina Sofia (1674-1676)
- Clàudia Magdalena (1675-1676)
- Caterina (1677-1746), casada amb Joan Frederic de Leiningen-Dagsburg-Hartenburg (1661-1722).
- Carles Guillem, (1679-1738), casat amb Magdalena Guillema de Württemberg (1677-1742).
- Joana Elisabet (1680-1757), casada amb Eberhard Lluís de Württemberg (1676-1733).
- Albertina Frederica (1682-1755), casada amb Cristià August de Holstein-Gottorp (1673-1726).
- Cristòfol (1684-1723)
- Carlota Sofia (1686-1689)
- Maria Anna (1688-1689)